# Sheikh Hussein
Sheikh Hussein (amhariska: ሼክ ሁሴን) är en stad i Etiopien.